# Escola de gramática

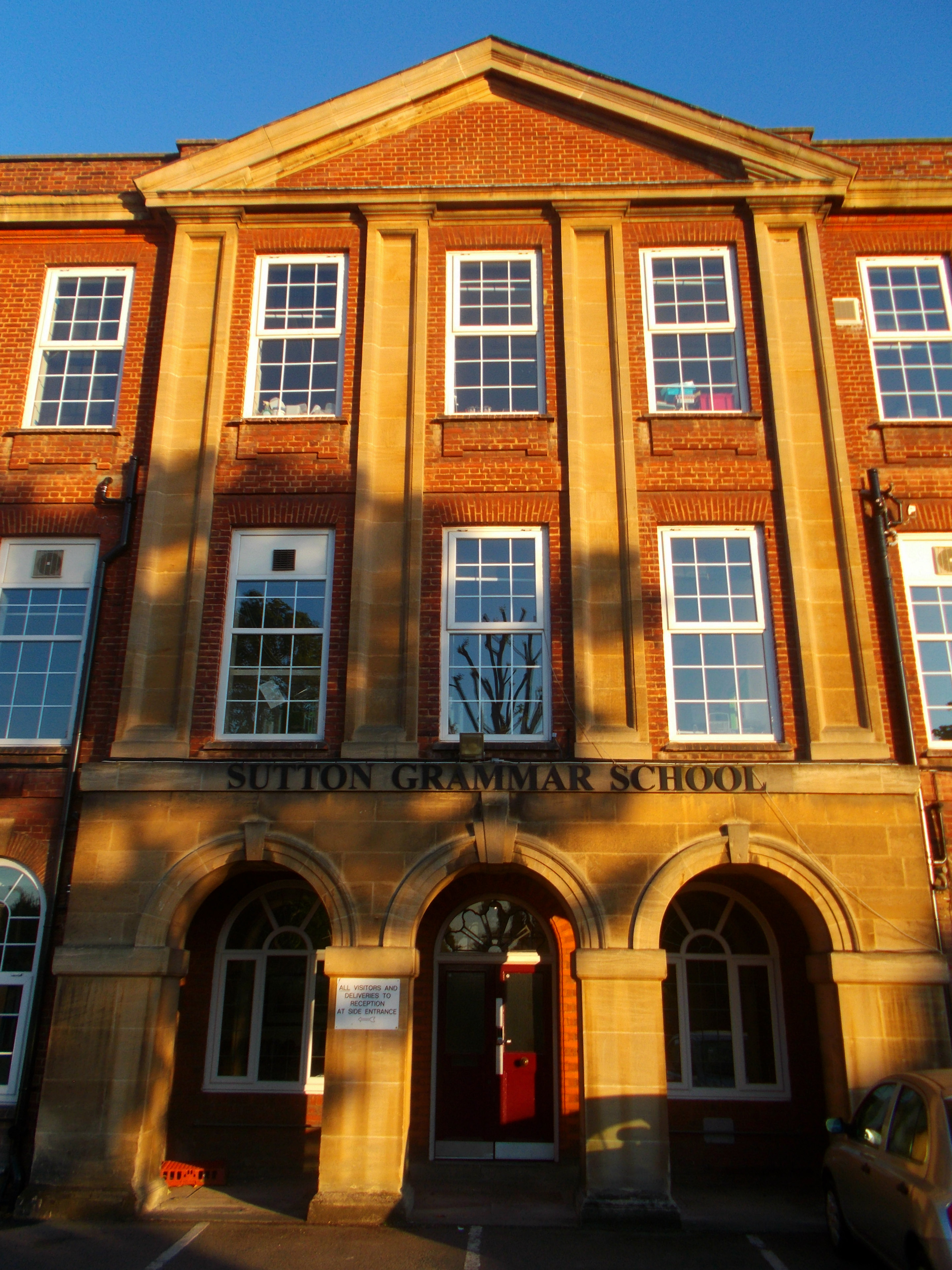
Sutton Grammar School, em Sutton, Londres, uma das cinco escolas de gramática remanescentes no bairro londrino de Sutton

Uma escola de gramática (em inglês, Grammar school) é um dos vários tipos diferentes de escola criados ao longo da história da educação do Reino Unido e de outros países de língua inglesa. Originalmente tratava-se de uma escola de ensino de latim; mais recentemente, é uma escola secundária academicamente orientada.
O propósito original das escolas de gramática medievais era o ensino do latim. Com o passar do tempo, o currículo foi ampliado, primeiro para incluir o grego antigo e, posteriormente, o inglês e outras línguas europeias, ciências naturais, matemática, história, geografia e outras matérias. No final da era vitoriana, as escolas de gramática foram reorganizadas para oferecer educação secundária em toda a Inglaterra e País de Gales, enquanto a Escócia desenvolveu um sistema diferente. Escolas desse tipo  também foram estabelecidas em territórios britânicos no exterior, onde evoluíram de maneiras diversas.
As escolas de gramática constituíam  a camada de ingresso seletivo, dentro do Sistema Tripartite de educação secundária financiada pelo Estado, operando na Inglaterra e no País de Gales, desde meados da década de 1940 até o final da década de 1960 e continuando na Irlanda do Norte. 
Segundo o Sistema Tripartite, a educação secundária estatal deveria ser estruturada em três tipos de escola: escola de gramática, escola técnica secundária e escola secundária moderna. Nem todas as autoridades educacionais implementaram o Sistema Tripartite; muitas mantiveram apenas dois tipos de escola secundária - a escola de  gramática e a escola secundária moderna.
Com a mudança para escolas abrangentes (de ingresso não seletivo) nas décadas de 1960 e 1970, algumas escolas de gramática tornaram-se totalmente independentes, cobrando taxas, enquanto a maioria delas foi abolida ou tornou-se abrangente (às vezes fundindo-se com uma escola secundária moderna para formar uma nova escola abrangente). Em ambos os casos, muitas dessas escolas mantiveram "gramática" em seus nomes. Mais recentemente, um certo número de escolas de gramática estatais, que ainda mantinham o ingresso seletivo, ganhou status acadêmico, o que significa que são independentes da autoridade educacional local. Algumas dessas escolas foram criadas antes do século XVI.

## História

### Escolas de gramática medievais
Embora o termo scolae grammaticales não tenha sido amplamente usado até o século XIV, as escolas mais antigas surgiram a partir do século VI, a exemplo da King's School de Canterbury (fundada em 597) e da King's School de  Rochester (fundada em 604). As escolas foram anexadas a catedrais e mosteiros, ensinando latim - a língua da igreja - a futuros padres e monges. Outros assuntos necessários para o trabalho religioso foram adicionados ocasionalmente, incluindo música e verso (para liturgia), astronomia e matemática (para o calendário da igreja) e lei (para administração).

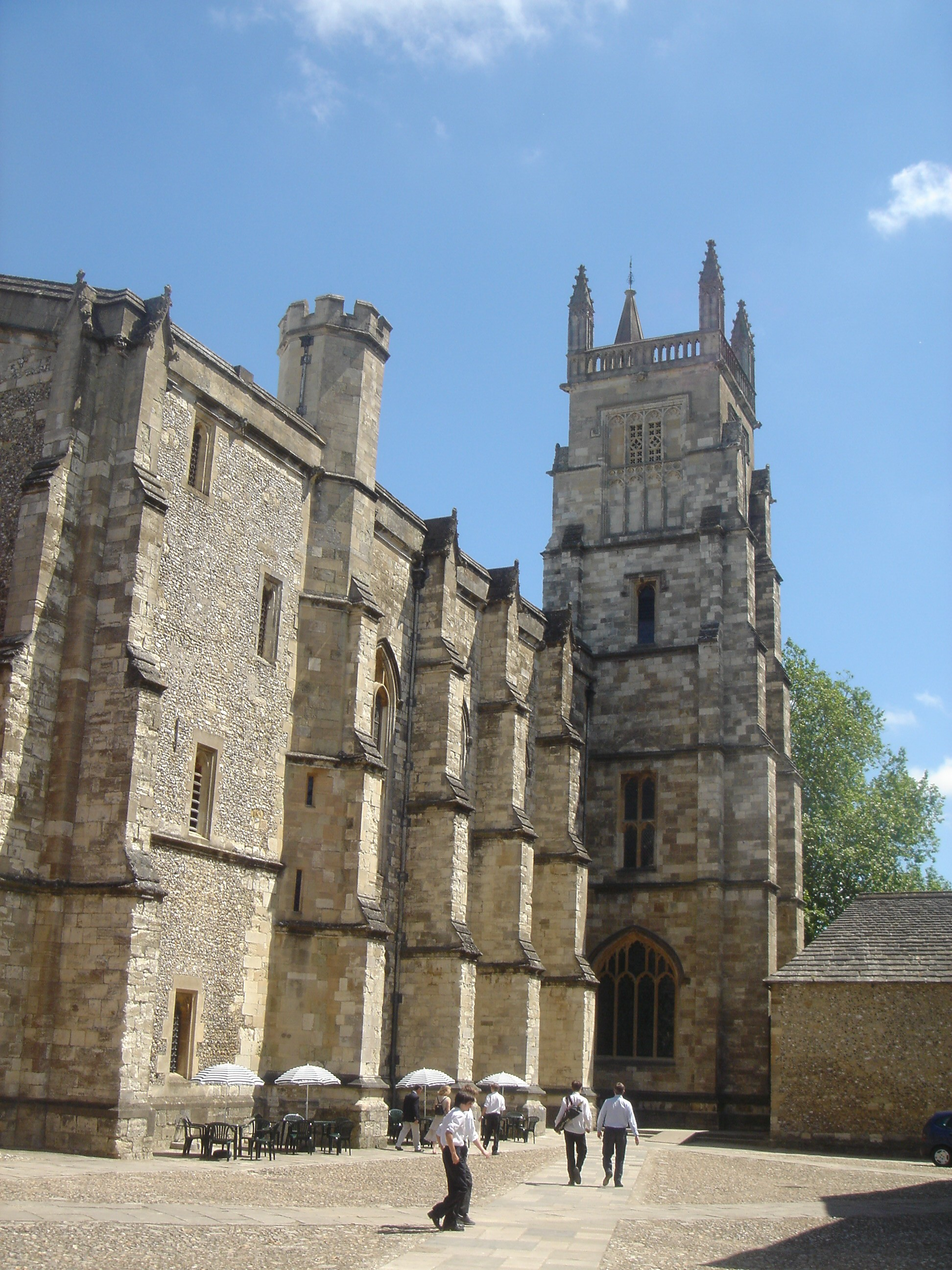
Capela do Winchester College

Com a fundação das  antigas universidades  britânicas e irlandesas, entre o Medievo e o início da Idade Moderna (antes de 1600), as escolas de gramática se tornaram o ponto de entrada para uma educação de artes liberais, com o latim sendo visto como a base do trivium. Os alunos geralmente eram educados em escolas de gramática até os 14 anos de idade, após o que eles procuravam as universidades e a igreja para um estudo mais aprofundado. Três das primeiras escolas independentes da igreja - Winchester College (1382), Oswestry School (1407) e Eton College (1440) - estavam intimamente ligadas às universidades; eles eram internatos, para que pudessem educar os alunos de qualquer lugar do país.

### Escolas Primárias Modernas
Um exemplo de uma antiga escola de gramática, fundada por uma corporação do início da era moderna, sem conexão com a igreja ou universidade, é a Bridgnorth Grammar School, fundada em 1503 pela Bridgnorth Borough Corporation.
Durante a Reforma inglesa no século XVI, a maioria das escolas da catedral foi fechada e substituída por novas fundações financiadas pela dissolução dos mosteiros. Por exemplo, as escolas existentes mais antigas no País de Gales - Christ College de Brecon (fundada em 1541) e a Escola de Frades de  Bangor (Gales) (1557) - foram estabelecidas nos locais dos antigos mosteiros dominicanos. O rei Eduardo VI fez uma contribuição importante para as escolas de gramática, fundando uma série de escolas durante o seu reinado (King Edward's Schools). Algumas escolas de gramática também foram estabelecidas em nome da Rainha Mary e da Rainha Elizabeth I. O Rei James I fundou uma série de "Escolas Reais" em Ulster, começando com a Royal School, Armagh. Em teoria, essas escolas eram abertas a todos e ofereciam aulas gratuitas para aqueles que não podiam pagar propinas; no entanto, poucas crianças pobres freqüentavam a escola, porque seu trabalho era economicamente valioso para suas famílias.
Na Reforma Escocesa, escolas como a  Escola do Coro da Catedral de Glasgow (fundada em 1124) e a Escola de Gramática da Igreja de Edimburgo (1128) passou de controle igreja para Burgh conselhos, e os burghs também fundou novas escolas.
Com a crescente ênfase no estudo das escrituras após a Reforma, muitas escolas acrescentaram o grego e, em alguns casos, o hebraico. O ensino dessas línguas foi dificultado pela falta de tipos não latinos e de professores fluentes nas línguas.
Durante os séculos XVI e XVII, a criação de escolas de gramática tornou-se um ato comum de caridade por parte de nobres, mercadores ricos e guildas; por exemplo, The Crypt School, Gloucester, fundada por John e Joan Cook em 1539, Spalding Grammar School, fundada por John Gamlyn e John Blanche em 1588, e Blundell's School, fundada em 1604 pelo rico comerciante de Tiverton Peter Blundell. Muitos deles ainda são comemorados nos cultos e cerimônias anuais do “Dia do Fundador” nas escolas sobreviventes. O padrão usual era criar uma dotação para pagar o salário de um mestre para instruir os meninos locais em latim e às vezes grego sem acusação formal.
O dia de aula normalmente ia das 6 da manhã às 5 da tarde, com um intervalo de duas horas para o almoço; no inverno, a escola começava às 7 da manhã e terminava às 4 da tarde. A maior parte do dia era destinada à aprendizagem mecânica do latim. Para incentivar a fluência, alguns professores recomendaram punir qualquer aluno que falasse inglês. Os meninos mais novos aprenderam as partes do discurso e as palavras em latim no primeiro ano, aprenderam a construir sentenças latinas no segundo ano e começaram a traduzir passagens inglês-latim e latim-inglês no terceiro ano. No final de seus estudos, aos 14 anos, eles estariam bastante familiarizados com os grandes autores latinos e com o drama e a retórica latina. Outras habilidades, como aritmética e caligrafia, eram ensinadas em momentos estranhos ou por professores especialistas em viagens, como os escrivães.

### Escolas de gramática nos séculos XVIII e XIX
Em 1755, o dicionário de Samuel Johnson definiu uma escola de gramática como uma escola na qual as línguas aprendidas são ensinadas gramaticalmente ; No entanto, a essa altura a demanda por esses idiomas havia caído muito. Uma nova classe comercial exigia linguagens modernas e assuntos comerciais. A maioria das escolas de gramática fundada no século XVIII também ensinava aritmética e inglês. Na Escócia, os conselhos atualizaram os currículos de suas escolas para que a Escócia não tenha mais escolas de gramática em nenhum dos sentidos discutidos aqui, embora alguns, como o Aberdeen Grammar School, mantenham o nome.
Na Inglaterra, a pressão da classe média urbana por um currículo comercial era frequentemente apoiada pelos administradores da escola (que cobravam as taxas dos novos alunos), mas resistidos pelo professor, apoiados pelos termos da dotação original. Muito poucas escolas foram capazes de obter atos especiais do Parlamento para alterar seus estatutos; exemplos são o Macclesfield Grammar School Act 1774 e o Bolton Grammar School Act 1788. Tal disputa entre os administradores e o mestre da Leeds Grammar School levou a um célebre caso no Tribunal de Chancelaria. Após 10 anos, Lord Eldon, então Lord Chancellor, governou em 1805: "Não há autoridade para mudar a natureza da caridade e preencher uma escola destinada a ensinar grego e latim com eruditos que aprendem as línguas alemã e francesa., matemática e qualquer coisa, exceto grego e latim ". Embora ele tenha oferecido um compromisso pelo qual alguns assuntos possam ser adicionados a um núcleo clássico, a decisão estabeleceu um precedente restritivo para as escolas de gramática em toda a Inglaterra; eles pareciam estar em declínio terminal. No entanto, deve-se ter em mente que o declínio das escolas de gramática na Inglaterra e no País de Gales não foi uniforme e até a fundação do St Bees Clerical College, em 1817, e do St. David's Lampeter, em 1828. as escolas de gramática especializadas no noroeste da Inglaterra e do Sul do País de Gales estavam, na prática, oferecendo educação superior aos homens no final da adolescência e início dos 20 anos, o que permitiu que fossem ordenados clérigos anglicanos sem ir à universidade.

### Escolas de gramática da era vitoriana

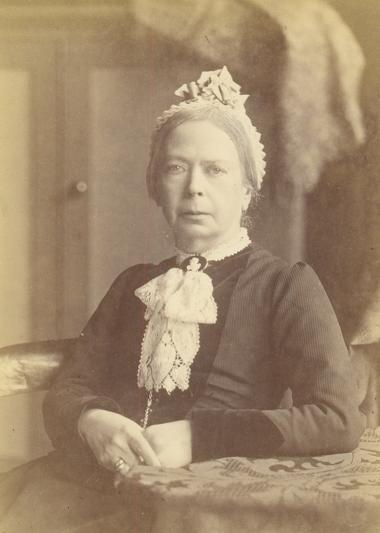
Frances Buss, pioneira da educação feminina e fundadora da North Collegiate School de Londres

O século XIX viu uma série de reformas nas escolas de gramática, culminando na Lei de Escolas Endossadas de 1869. As escolas de gramática foram reinventadas como escolas secundárias academicamente orientadas seguindo currículos literários ou científicos, enquanto freqüentemente retinham assuntos clássicos.
A Lei das Escolas de Gramática de 1840 tornou lícito aplicar a renda das escolas de gramática a outros propósitos além do ensino de línguas clássicas, mas a mudança ainda exigia o consentimento do professor. Ao mesmo tempo, as escolas nacionais estavam se reorganizando nos moldes das reformas de Thomas Arnold na Rugby School, e a expansão das ferrovias levou a novos internatos que ensinavam um currículo mais amplo, como o Marlborough College (1843). As primeiras escolas para meninas voltadas para a entrada na universidade foram a North London Collegiate School  (1850) e o Cheltenham Ladies' College (a partir da nomeação de Dorothea Beale em 1858).
Modelada na Comissão Clarendon, que levou à Lei das Escolas Públicas 1868, que reestruturou os fundos de confiança de nove escolas líderes (incluindo Eton College, Harrow School e Shrewsbury School ), a Comissão Taunton foi designada para examinar as 782 escolas secundárias. A comissão informou que a distribuição das escolas não correspondia à população atual, e essa provisão variava muito em termos de qualidade, com a previsão de que as meninas fossem particularmente limitadas. A comissão propôs a criação de um sistema nacional de ensino secundário, reestruturando as dotações dessas escolas para fins modernos. O resultado foi a Lei das Escolas Endeadas, de 1869, que criou a Comissão de Escolas Dotadas com amplos poderes sobre as dotações de escolas individuais. Foi dito que a comissão "poderia transformar uma escola de meninos em Northumberland em uma escola de meninas na Cornualha". Em toda a Inglaterra e no País de Gales, as escolas destinadas a oferecer aulas gratuitas de instrução para meninos foram remodeladas como escolas pagantes (com algumas bolsas de estudo competitivas) ensinando currículos amplos para meninos e meninas.

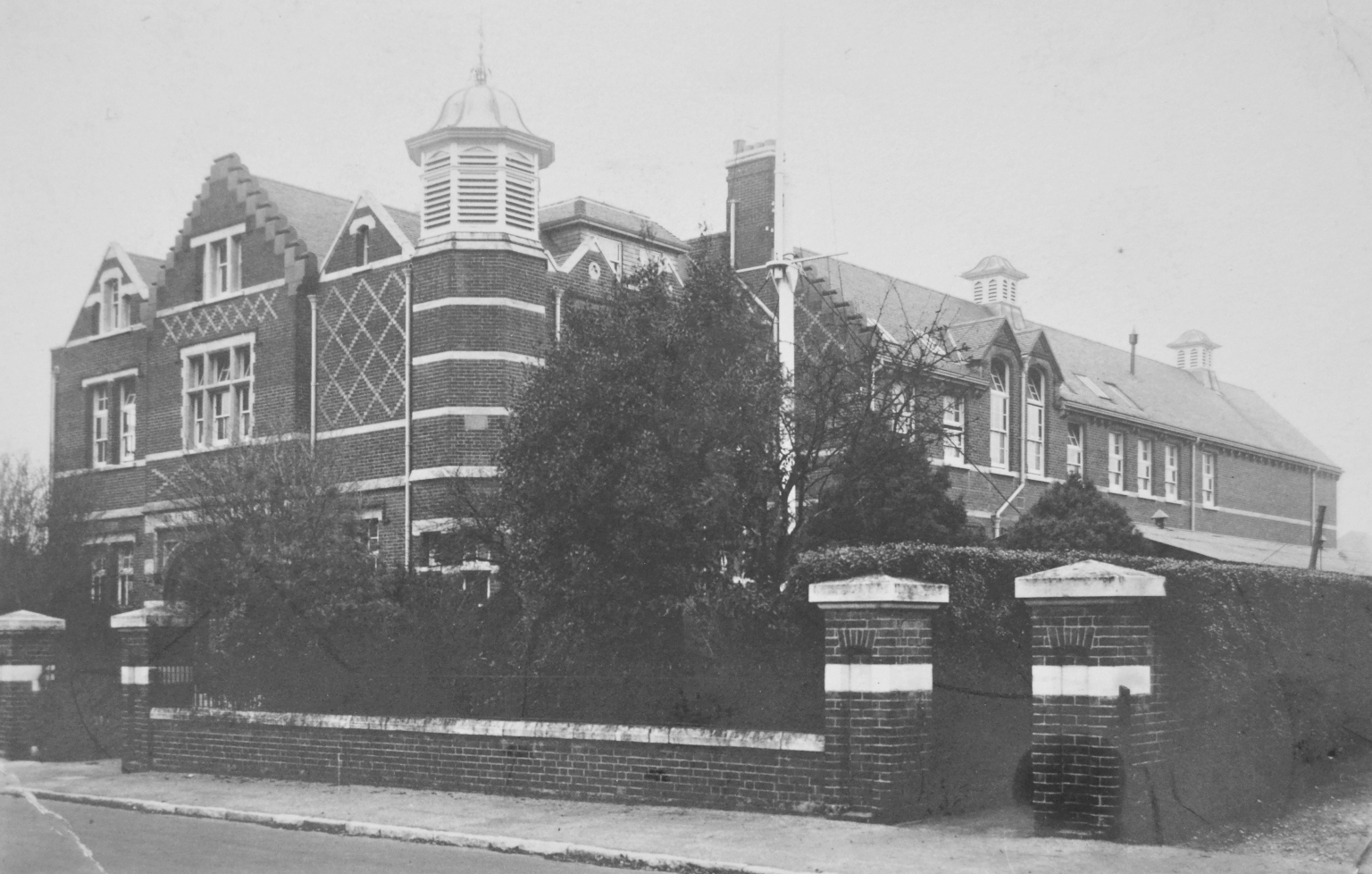
A Escola de Bournemouth foi inaugurada em 22 de janeiro de 1901, o dia em que a rainha Victoria morreu.

Na era vitoriana havia uma grande ênfase na importância do auto-aperfeiçoamento, e os pais que desejavam que seus filhos recebessem uma educação decente organizavam a criação de novas escolas com currículos modernos, embora muitas vezes conservassem um núcleo clássico. Essas escolas mais novas tendiam a imitar as grandes escolas públicas, copiando seu currículo, etos e ambições, e muitas vezes assumiam o título de "escola de gramática" por razões históricas. Uma escola de gramática de meninas estabelecida em uma cidade com uma escola de gramática de meninos mais velhos frequentemente seria chamada de "escola secundária".
Sob a Lei de Educação (Disposições Administrativas) de 1907, todas as escolas secundárias subvencionadas foram obrigadas a fornecer pelo menos 25 por cento dos seus lugares como bolsas gratuitas para estudantes de escolas públicas de ensino fundamental. As escolas de gramática, assim, emergiram como uma parte do sistema educacional altamente variado da Inglaterra e do País de Gales antes de 1944.

### No sistema tripartite
A Lei da Educação de 1944 criou o primeiro sistema nacional de ensino secundário financiado pelo Estado em Inglaterra e no País de Gales, ecoado pela Lei da Educação (Irlanda do Norte) de 1947. Um dos três tipos de escola que formam o Sistema Tripartite foi chamado de escola de gramática, que buscava difundir o ethos acadêmico das escolas de gramática existentes. As escolas de gramática pretendiam ensinar um currículo acadêmico para os 25% mais intelectualmente capazes da população escolar, conforme selecionado pelo exame eleven-plus.

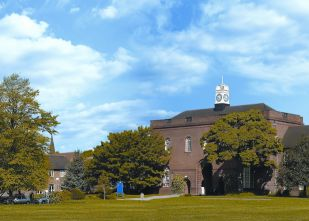
Manchester Grammar School, a maior e mais famosa das escolas de gramática de subvenção direta

Dois tipos de escolas de gramática existiam sob o sistema:
- Havia mais de 1.200 escolas de gramática, que eram totalmente financiadas pelo estado. Embora alguns fossem bastante antigos, a maioria foi recém-criada ou construída desde o período vitoriano, procurando reproduzir o ambiente estudioso e aspiracional encontrado nas antigas escolas de gramática.
- Havia também 179 escolas de gramática de subsídio direto, que levavam entre um quarto e metade de seus alunos do sistema estadual, e o restante de pais pagantes. Eles também exerceram uma liberdade muito maior das autoridades locais e eram membros da Conferência dos Diretores . Estas escolas incluíam algumas escolas muito antigas encorajadas a participar no Sistema Tripartite. O exemplo mais famoso de uma gramática de concessão direta foi Manchester Grammar School, cujo diretor, Lord James de Rusholme, era um dos defensores mais francos do Sistema Tripartite.[16]

Alunos do ensino fundamental receberam as melhores oportunidades de todos os alunos do sistema estadual. Inicialmente, eles estudaram para o Certificado de Escola e Certificado de Escola Superior, substituído em 1951 por exames de Certificado Geral de Educação a nível de O (nível ordinário) e nível de A (nível avançado). Em contraste, pouquíssimos alunos de escolas modernas secundárias realizaram concursos públicos até a introdução do Certificado de Ensino Secundário menos acadêmico e menos prestigioso (conhecido como CSE) nos anos 1960. Até a implementação do Relatório Robbins nos anos 60, as crianças das escolas públicas e de gramática efetivamente monopolizavam o acesso às universidades. Essas escolas também foram as únicas que ofereceram um período extra de escola para preparar os alunos para os exames de admissão competitivos para Oxford e Cambridge.[carece de fontes?]
De acordo com Anthony Sampson, em seu livro Anatomy of Britain (1965), houve problemas estruturais dentro do processo de teste que sustentaram os onze mais, o que significou que resultou em escolas secundárias modernas sendo predominantemente dominadas pelos filhos de trabalhadores pobres e trabalhadores. pais, enquanto as escolas de gramática eram dominadas por filhos de pais de classe média mais ricos.
O Sistema Tripartite quase inteiramente abolido na Inglaterra e no País de Gales, entre 1965, com a edição da Circular 10/65, e 1976, com  a Lei da Educação. As escolas de gramática mantidas foram, em sua maioria, fundidas com várias outras escolas locais, para formar escolas abrangentes de vizinhança, embora algumas tenham sido fechadas. Esse processo prosseguiu rapidamente no País de Gales, com o fechamento de escolas como a Cowbridge Grammar School. Na Inglaterra, a implementação foi menos uniforme, com alguns condados e escolas individuais resistindo com sucesso à conversão ou ao fechamento.
Os Regulamentos das Escolas Secundárias de Subvenção Direta (Cessação de Subvenções) de 1975 exigiam que as escolas subvencionadas diretas decidissem se converter em compreensivas sob o controle da autoridade local ou se tornassem escolas independentes financiadas inteiramente por taxas. Das escolas de subsídios diretos restantes, 51 tornaram-se abrangentes, 119 optaram pela independência e cinco "não foram aceitas pelo sistema mantido e devem se tornar escolas independentes ou fechar". Algumas dessas escolas mantiveram o nome "gramática" em seu título, mas não são mais gratuitas para todos, exceto alguns alunos. Essas escolas normalmente selecionam seus alunos por meio de um exame de admissão e, às vezes, por entrevista.
No final da década de 1980, todas as escolas de gramática do País de Gales e a maioria das da Inglaterra haviam sido fechadas ou convertidas. A seleção também desapareceu de escolas financiadas pelo Estado, na Escócia, no mesmo período. Enquanto muitas antigas escolas de gramática  tenham deixado de ser seletivas, muitas delas também mantiveram o nome "gramática". A maioria dessas escolas continua sendo abrangente, conquanto algumas tenham-se tornado  parcialmente seletivas ou totalmente seletivas nos anos 1990. O sistema tripartite de escolas de gramática e secundárias modernas sobrevive em algumas áreas, como Kent, onde o exame aplicado a crianças com onze anos ou mais, para dividi-las entre as escolas de gramática e as escolas secundárias modernas é conhecido como Teste de Kent.

## Escolas de gramática britânicas atuais
Hoje em dia, a "escola de gramática" geralmente se refere a uma das 163 escolas totalmente seletivas financiadas pelo Estado na Inglaterra e as 69 restantes na Irlanda do Norte.
A Associação Nacional de Escolas de Gramática faz campanha em favor de tais escolas, enquanto o Comprehensive Future e a Campaign for State Education fazem campanha contra elas.
Um estudo da University College London demonstrou que os alunos da escola primária do Reino Unido não obtêm vantagens sociais ou emocionais significativas aos 14 anos de idade em relação a alunos superdotados em escolas não seletivas.

### Inglaterra

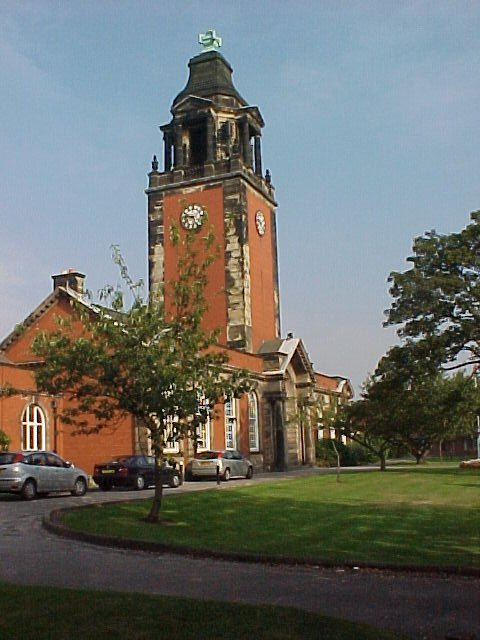
A Liverpool Blue Coat School, fundada em 1708

Na conferência do Partido Trabalhista de 1995, David Blunkett, então porta-voz da educação, prometeu que não haveria nenhuma seleção sob um governo trabalhista. No entanto, o manifesto do partido para a eleição de 1997 prometeu que "Quaisquer mudanças nas políticas de admissão das escolas de gramática serão decididas pelos pais locais". De acordo com o School Standards and Framework Act 1998 do governo trabalhista, as escolas de gramática foram, pela primeira vez, designadas por instrumento estatutário. A lei também definiu um procedimento pelo qual as comunidades locais poderiam solicitar uma votação para o fim da seleção nas escolas. Petições foram lançadas em várias áreas, mas apenas uma recebeu as assinaturas de 20% dos pais elegíveis, o nível necessário para desencadear uma votação. Assim, a única votação realizada até hoje foi para a Ripon Grammar School em 2000, quando os pais rejeitaram a mudança por uma razão de 2 para 1. Esses arranjos foram condenados pelo Comitê de Educação e Habilidades como ineficaz e um desperdício de tempo e recursos.

Áreas de gramática e grupos conforme identificados pelos Regulamentos de Educação (Grammar School Ballots) de 1998. LEAs consideradas áreas de gramática são mostradas preenchidas, enquanto círculos indicam escolas de gramática isoladas ou grupos de escolas vizinhas.

Existem 163 escolas de gramática na Inglaterra (de um total de 3.000 secundárias no total). Apenas algumas áreas mantiveram um sistema formal de gramática ao longo das linhas do Sistema Tripartite. Nessas áreas, o exame eleven-plus é usado apenas para identificar um subgrupo de crianças (cerca de 25%) considerado adequado para o ensino de gramática. Quando uma escola de gramática tem muitos candidatos qualificados, outros critérios são usados para alocar lugares, como irmãos, distância ou fé. Esses sistemas ainda existem nos distritos de Buckinghamshire, Rugby e Stratford, em Warwickshire, no distrito de Salisbury, em Wiltshire, e na maior parte de Lincolnshire, Kent, Reading e Medway. Das áreas metropolitanas, Trafford e a maior parte de Wirral são seletivas.
Em outras áreas, as escolas de gramática sobrevivem principalmente como escolas muito altamente seletivas em um país abrangente, por exemplo, em vários bairros periféricos de Londres. Essas escolas muitas vezes estão com excesso de inscrições e concedem lugares em ordem de classificação de desempenho em seus testes de ingresso. Em algumas LEAs, 10 a 15% das crianças de 11 anos podem frequentar escolas de gramática (por exemplo, em Gloucestershire), mas em outras LEAs é tão baixo quanto 2%. Essas escolas altamente seletivas também tendem a dominar as posições de topo nas tabelas de desempenho.
Outras mudanças radicais sofreram oposição de governos conservadores e trabalhistas até setembro de 2016. Embora muitos da esquerda argumentem que a existência de escolas seletivas mina a estrutura abrangente, os governos trabalhistas delegaram decisões sobre escolas de gramática a processos locais, que ainda não resultaram em quaisquer alterações. Além disso, a política de educação do governo parece aceitar a existência de algum tipo de hierarquia no ensino secundário, com escolas especializadas, escolas de farol, academias e iniciativas semelhantes propostas como formas de elevar os padrões. Muitas escolas de gramática foram incluídas nesses programas, e um nível mais baixo de seleção é permitido em escolas especializadas.
Em setembro de 2016, a primeira-ministra Theresa May reverteu a política anterior do Partido Conservador contra a expansão das escolas de gramática (exceto para lidar com a expansão da população em áreas totalmente seletivas). O governo abriu uma consulta sobre propostas para permitir a expansão de escolas gramaticais existentes e a criação de novas escolas gramaticais. Os partidos Trabalhista e Liberal Democrata permanecem opostos a qualquer expansão.

### Irlanda do Norte

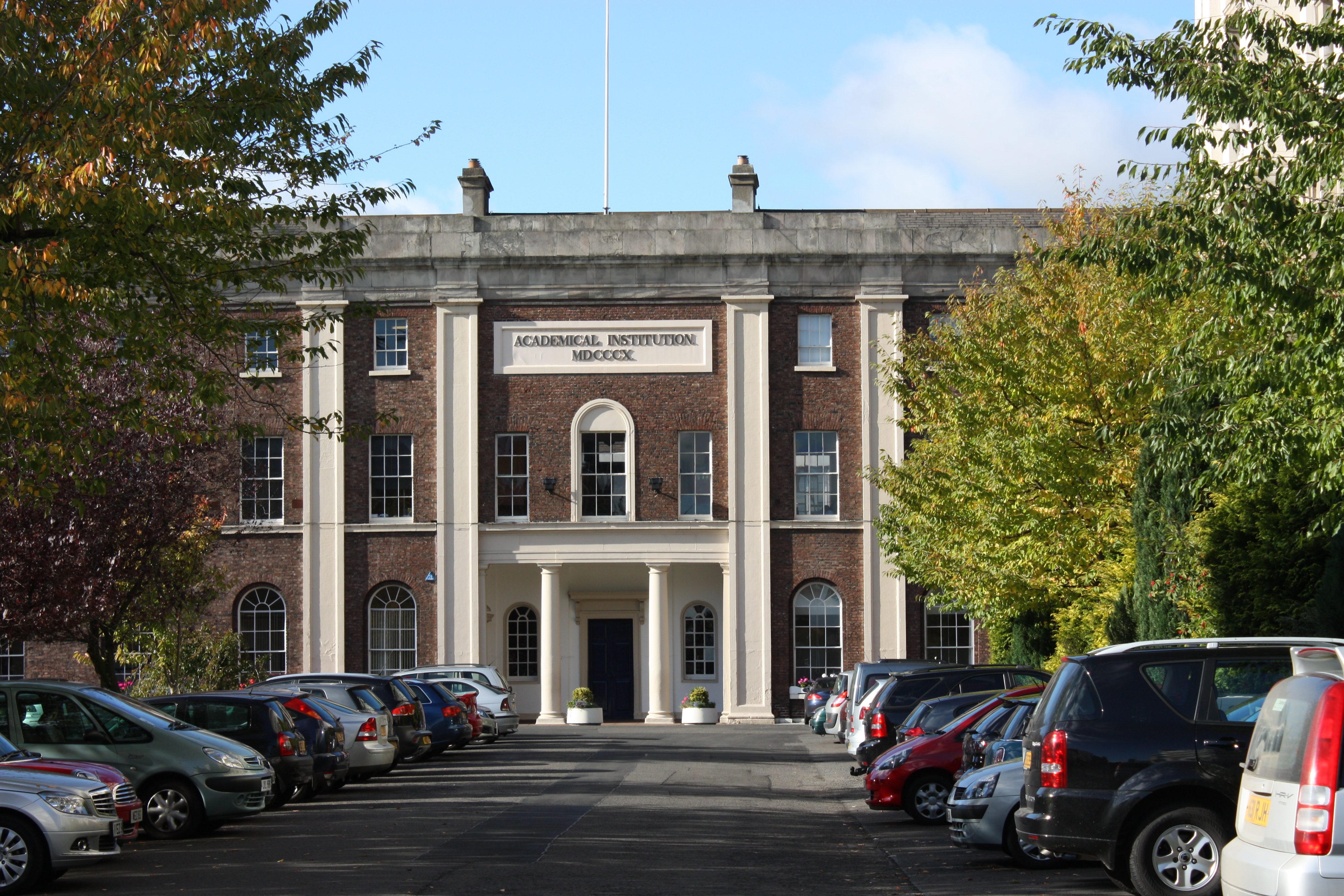
Instituição Acadêmica Real de Belfast

Tentativas de mudar para um sistema abrangente (como no resto do Reino Unido) foram atrasadas por mudanças na administração da Irlanda do Norte. Como resultado, a Irlanda do Norte ainda mantém o sistema de escola de gramática, com muitos alunos sendo inscritos para exames de seleção acadêmica semelhantes aos 11-plus. Desde a reforma do "recrutamento aberto" de 1989, essas escolas (diferentemente da Inglaterra) foram obrigadas a aceitar os alunos até sua capacidade, que também aumentou. Em 2006, as 69 escolas de gramática receberam 42% da transferência de crianças, e apenas 7 delas tomaram toda a sua ingestão dos 30% melhores da coorte.
Os mais de 11 anos têm sido controversos e os partidos políticos da Irlanda do Norte assumiram posições opostas. Os sindicalistas tendem a preservar as escolas de gramática como são, com a seleção acadêmica aos 11 anos, enquanto os políticos nacionalistas tendem a abandonar os mais de 11 anos, apesar dos protestos veementes da maioria das escolas de gramática católica, principalmente pelo conselho de administração. os governadores da Rathmore Grammar School em Finaghy, (um subúrbio de South Belfast) e Lumen Christi (embora co-educacional) em Derry.[carece de fontes?] O Partido Unionista Democrático alegou ter assegurado a continuação do sistema de escolas de gramática na Província como parte do Acordo de St Andrews em outubro de 2006. Em contraste, Sinn Féin afirma ter garantido a abolição dos mais de 11 anos e um veto sobre qualquer sistema que possa segui-lo.
O último exame governamental de mais de 11 anos foi realizado em 2008 (para a entrada em 2009), mas a Assembléia da Irlanda do Norte não conseguiu chegar a um acordo sobre um sistema de substituição para transferência secundária. As escolas de gramática organizaram grupos para realizar seus próprios testes, o Consórcio de Transferência Pós-Primária (principalmente escolas católicas) e a Associação para Educação de Qualidade. A Comissão da Irlanda do Norte para a Educação Católica aceitou a continuação da seleção em escolas de gramática católica como uma medida temporária, mas deseja que eles terminem a prática até 2012. Em outubro de 2014, a prática continua.

## Em outros países ou regiões
As escolas de gramática foram estabelecidas em vários territórios britânicos e se desenvolveram de diferentes maneiras desde que esses territórios se tornaram independentes.

### Austrália

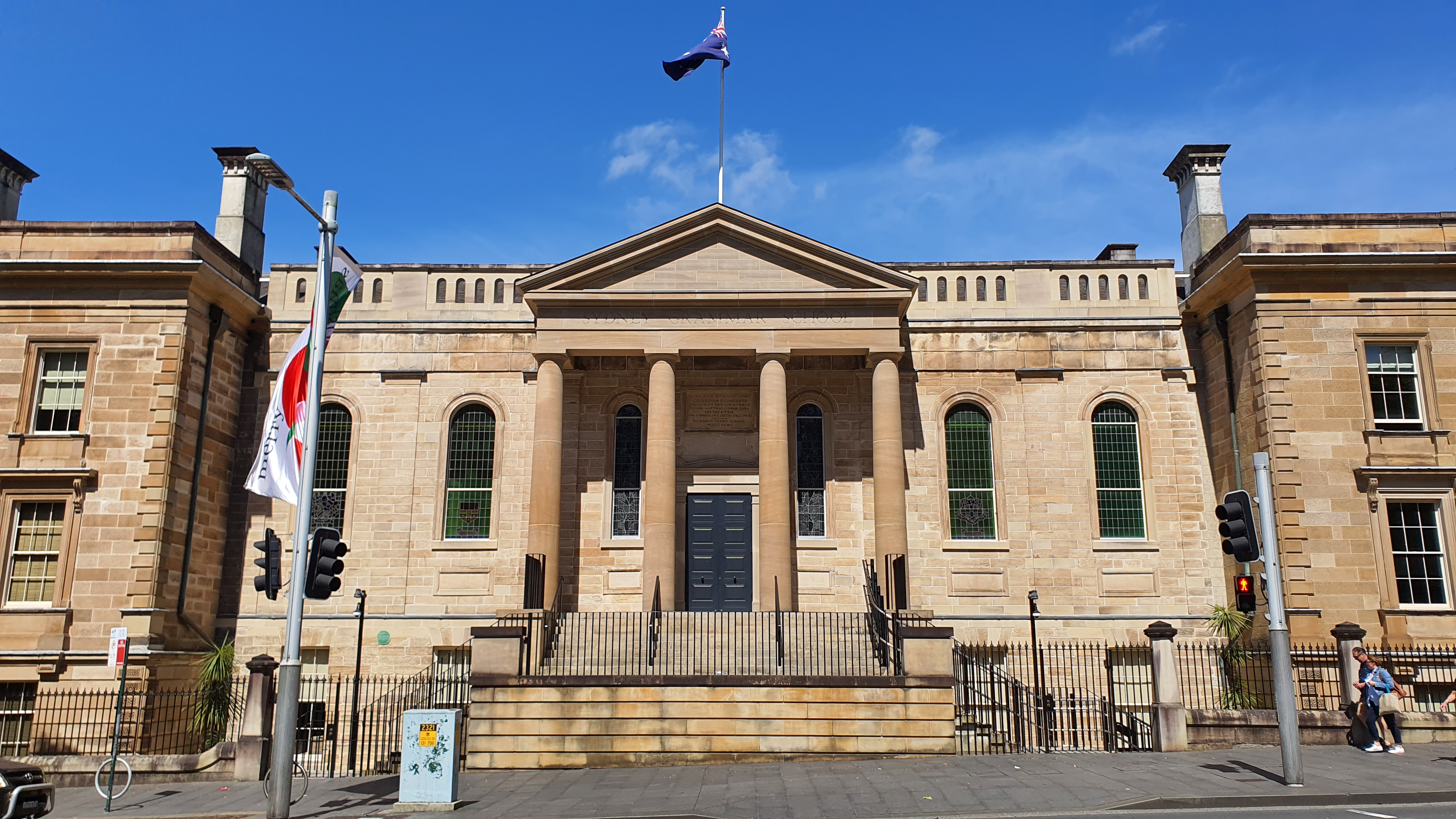
Sydney Grammar School

Em meados do século XIX, escolas particulares foram estabelecidas nas colônias australianas para evitar que as classes abastadas enviassem seus filhos para escolas na Grã-Bretanha. Essas escolas se inspiraram nas escolas públicas inglesas e costumavam se denominar "escolas de gramática". Os primeiros exemplos incluem Launceston Grammar School (1846), Pulteney Grammar School (1847), Geelong Grammar School (1855), Melbourne Grammar School (1858) e Hale School (1858).
Com exceção das escolas de gramática não-denominacionais de Sydney Grammar School (1857) e Queensland, todas as escolas de gramática estabelecidas no século XIX foram anexadas à Igreja da Inglaterra (agora a Igreja Anglicana da Austrália). Em Queensland, a Lei das Escolas de Gramática de 1860 previa a fundação assistida pelo estado de escolas de gramática não denominacional. Começando com Ipswich Grammar School (1863), dez escolas foram fundadas, das quais oito ainda existem. Eles incluem Brisbane Girls Grammar School (1875), a primeira de várias escolas de gramática para meninas na Austrália.
Na década de 1920, foram estabelecidas escolas de gramática de outras denominações, incluindo membros das Escolas de Gramática Associada de Victoria, e a tendência continuou até os dias atuais. Hoje, o termo é definido apenas na legislação de Queensland. Em todo o país, as "escolas de gramática" são geralmente escolas particulares de alto custo.
Os equivalentes mais próximos das escolas de gramática inglesa contemporânea são escolas seletivas. O sistema de educação pública de New South Wales opera 19 escolas públicas seletivas que se assemelham ao sistema de gramática inglesa, na medida em que elas se envolvem em seleção acadêmica por meio de exame centralizado, não cobram propinas e são beneficiárias de um maior grau de financiamento público. por aluno do que é concedido a escolas governamentais não seletivas.

### Ontário
As escolas de gramática forneceram o ensino secundário em Ontário até 1871.
O primeiro tenente-governador do Alto Canadá, John Graves Simcoe, defendeu escolas de gramática para a colônia para salvar os ricos de enviar seus filhos para os Estados Unidos para serem educados, mas foi incapaz de convencer seus superiores em Londres. No entanto, ele fez uma doação permitindo que John Stuart fundasse a Kingston Grammar School em 1795. Depois de várias tentativas frustradas de levantar fundos, a Lei das Escolas Distritais de 1807 forneceu apoio a um professor de gramática em cada distrito (de que havia então oito), mas eles foram deixados para seus próprios dispositivos. Encontrar as escolas de gramática inadequadas como preparação para a universidade, o tenente-governador John Colborne fundou o Upper Canada College como uma escola de gramática superior.
A legislação em 1839 permitia mais de uma escola de gramática em um distrito, provocando um crescimento rápido, porém desestruturado, nas duas décadas seguintes, aumentando para 86 em 1861. As escolas tornaram-se mais independentes da Igreja da Inglaterra e também começaram a admitir meninas. No entanto, as escolas não eram supervisionadas, muitas vezes com recursos insuficientes e com padrões variados. Alguns, como a Escola de Tassie em Galt, forneceram uma educação clássica tradicional, enquanto muitos forneceram uma educação básica de baixa qualidade. O Superintendente Chefe de Educação Egerton Ryerson tentou reformar as escolas nas décadas de 1850 e 1860, transferindo o controle das escolas dos condados (os antigos distritos) para as autoridades municipais, garantindo seu financiamento e introduzindo inspetores. No entanto, seus esforços para converter as escolas em escolas clássicas apenas para meninos não tiveram sucesso. Em reconhecimento aos amplos currículos oferecidos, as escolas de gramática foram redesignadas como escolas secundárias pela Lei de Melhoramento das Escolas Comuns e de Gramática da Província de Ontário de 1871. Escolas capazes de oferecer estudos clássicos receberam financiamento adicional como institutos colegiados.

### Hong Kong
As escolas regulares em Hong Kong refletem o sistema de gramática britânica do pós-guerra, concentrando-se em um currículo tradicional em vez de assuntos vocacionais.

### Irlanda
A educação na Irlanda tem sido tradicionalmente organizada em linhas denominacionais. Escolas de gramática ao longo das linhas daqueles na Grã-Bretanha foram criadas para os membros da Igreja da Irlanda antes de seu desmantelamento em 1871. Algumas escolas permanecem, como escolas privadas que atendem principalmente estudantes protestantes. Estes são frequentemente pagantes e acomodam pensionistas, dada a natureza dispersa da população protestante em grande parte da Irlanda. Essas escolas incluem Escola Gramática de Bandon, Escola de Gramática Drogheda, Escola de Gramática Dundalk e Escola de Gramática de Sligo. Outros estão entre as muitas escolas pagas que foram absorvidas em escolas comunitárias fundadas pelo Estado, fundadas desde a introdução do ensino secundário universal na República pelo ministro Donogh O'Malley em setembro de 1967. Exemplos incluem Cork Grammar School, substituída por Ashton Comprehensive School em 1972.

### Malásia
A Malásia tem várias escolas de gramática, a maioria das quais foram estabelecidas quando o país estava sob os britânicos. Eles geralmente não são conhecidos como "escolas de gramática", mas são similarmente seletivos em sua ingestão. Entre as mais conhecidas estão a Penang Free School, a Victoria Institution (Kuala Lumpur), a Malay College Kuala Kangsar, a English College (Johor Bahru), a King George V School (Seremban) e a St George's Institution (Taiping). Escolas missionárias criadas por várias denominações cristãs se equiparam à seletiva escola estadual, embora não com o mesmo grau de seletividade. Escolas missionárias notáveis incluem a família de escolas La Sallian e aquelas criadas pelos irmãos maristas e missionários metodistas . Antes da década de 1970, quando o Malay era o meio de instrução, muitas dessas escolas seletivas se tornaram conhecidas por fornecer excelente educação em inglês e produziram muitos alunos notáveis.

### Cingapura
Cingapura foi estabelecida como uma colônia da Coroa, e o termo "escola de gramática" foi usado desde 1819 entre a comunidade inglesa. Os ingleses, e depois os escoceses, montaram catedrais, igrejas e escolas de gramática de elite para a classe alta. Inicialmente, esse era um sistema colonial racialmente segregado.
Os ingleses então abriram suas escolas para crianças de casamentos mistos ingleses, ou para aqueles com ascendência inglesa. Durante o final do período colonial, essas escolas expandiram-se e também formaram descendentes das poucas famílias mistas inglesas e estreitas-chinesas, e descendentes de algumas famílias de classe mercantis chinesas nascidas no Estreito, que estudavam em Oxbridge ou mantinham relações comerciais em Londres. Inicialmente, essas escolas eram dirigidas exatamente como suas contrapartes na Inglaterra e ensinadas pelos ingleses.
O mais antigo deles, o Raffles Institution, foi fundado em 1823 por Sir Stamford Raffles para educar os filhos nascidos e que vivem na Colônia da Coroa, muitas vezes para os pais no serviço colonial da Coroa. Classes de sexo simples foram criadas para as filhas da classe dominante britânica em 1844, e mais tarde tornou-se Raffles Girls 'School, oficialmente fundada em 1879. Após a independência, tornou-se a Raffles Girls School (Escola Primária), distinta da escola estabelecida. pelo governo local após a independência, Escola de Meninas Raffles (Escola Secundária).
As ordens católicas romanas francesas abriram mais tarde seus ministérios e internatos para filhos de casamentos mistos, e a segregação racial também foi relaxada até certo ponto nas escolas inglesas. As missões e escolas católicas francesas, mas não as escolas inglesas, também aceitaram órfãos, crianças abandonadas e abandonadas por mães excluídas por infringir leis de pureza racial.
O edifício CHIJMES tem placas comemorativas para esses bebês abandonados. As crianças foram denominadas "filhos de Deus" e criadas como católicas. Quando as leis que proíbem a poligamia tornaram-se estritamente aplicadas em Cingapura após 1965, essas escolas estenderam suas aulas de língua inglesa para meninas de famílias de qualquer origem socioeconômica.
As escolas de gramática britânica em Cingapura imitavam grande parte desse sistema educacional, com o catolicismo sendo substituído pelo anglicanismo. Mais tarde, a Escola Anglicana de Cingapura foi criada.
Os missionários metodistas australianos começaram escolas de gramática no estilo do Reino Unido com fundos da Igreja Metodista Americana e Britânica. Eles fundaram a Escola Anglo-Chinesa (1886) e a Escola de Meninas Metodistas (1887).
Quando Cingapura se tornou independente do Reino Unido, o governo de Cingapura estabeleceu escolas bilíngues com financiamento público, baseadas no sistema de gramática existente. Desde a década de 1960, sua missão era fornecer uma educação de elite de alta qualidade para os 10% melhores nos testes anuais de QI, independentemente do contexto socioeconômico. Essas escolas bilíngues foram influenciadas pelo sistema educacional dos EUA e denominadas "escolas secundárias" em vez de "escolas de gramática". Outras escolas estatais, menos elitistas, eram chamadas simplesmente de "escolas secundárias", semelhantes ao equivalente britânico de "escolas abrangentes". As escolas secundárias incluem Dunman High School (coeducacional), Nanyang Girls 'High School, Maris Stella High School (somente para meninos) e Catholic High School (todos os meninos). Dentro destas escolas existem academicamente classes de topo, a classe dos Académicos muito competitiva ou a classe "A". Os graduados tendem a se tornar parte da classe alta. Essas escolas recrutam alunos em todo o mundo, principalmente de grandes economias emergentes da Ásia. O recrutamento é realizado sob os auspícios do programa Special Assistant Plan Scholars, do programa ASEAN Scholars e dos programas Índia e China Scholars. Alunos superdotados, como vencedores de Olimpíadas de Matemática, competições internacionais de violino e piano, Olimpíadas de Física e inventores infantis, são particularmente procurados.
Além das missões religiosas e das novas escolas secundárias, a menos seletiva Escola de Meninas Chinesas de Cingapura foi criada por vários líderes empresariais e comunitários de Peranakan.
O Ministério da Educação publicou classificações anuais, mas as descontinuou após críticas ao estresse acadêmico excessivo colocado em crianças em idade escolar, algumas das quais cometeram suicídio em resposta ao fracasso percebido.
Após a década de 1990, todas as escolas foram integradas em um sistema escolar nacional unificado, mas as escolas de elite distinguiram-se por descrições como "independente" ou "autônoma".

### Estados Unidos

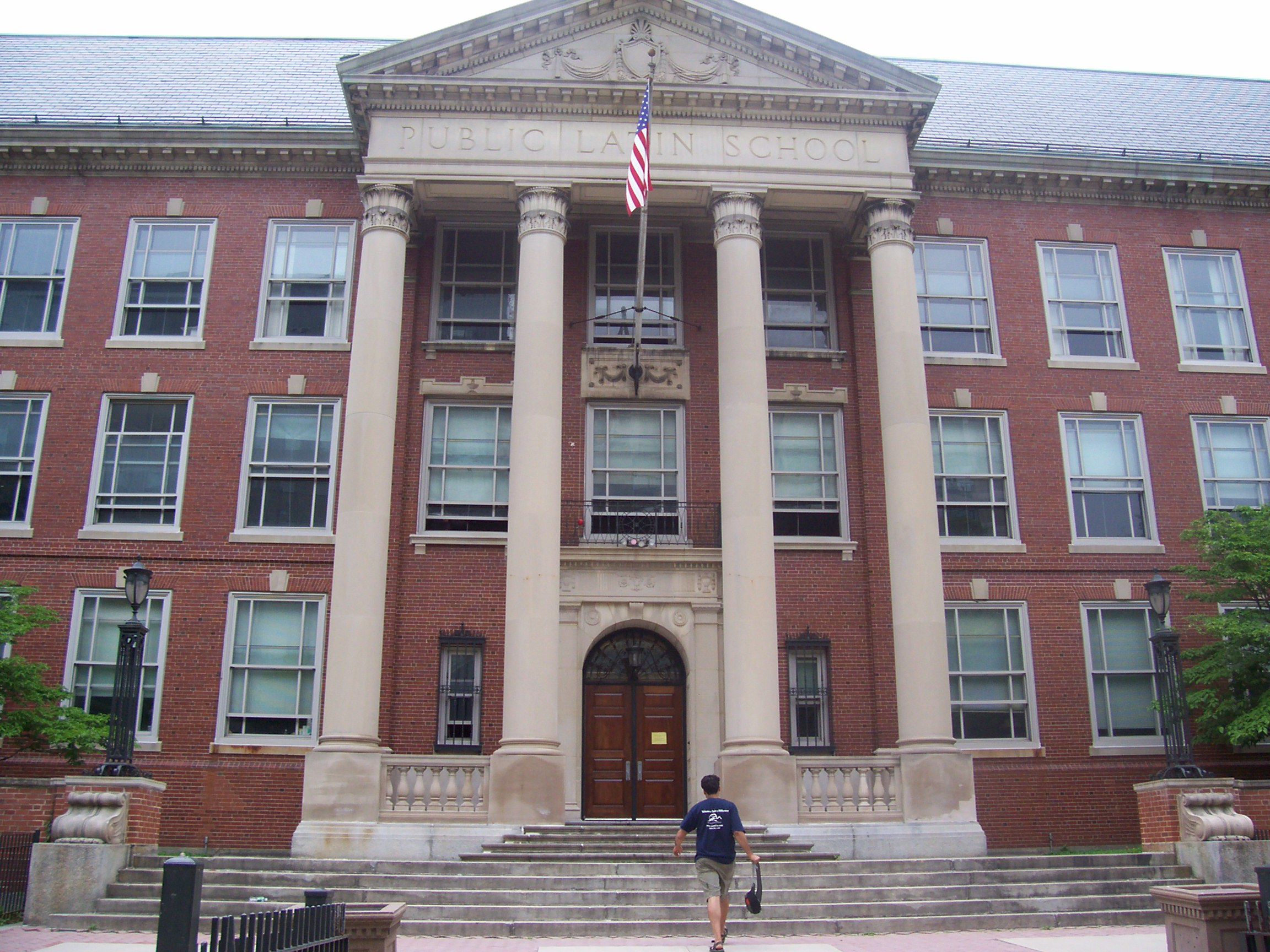
Escola Latina de Boston

Escolas de gramática nos modelos ingleses e posteriores britânicos foram fundadas durante o período colonial, sendo o primeiro a escola Latina de Boston, fundada como a escola Latina de gramática em 1635. Em 1647 a colônia da baía de Massachusetts decretou o Old Deluder Satan Act, exigindo que qualquer município de pelo menos cem famílias estabelecesse uma escola de gramática, e leis semelhantes seguidas nas outras colônias da Nova Inglaterra. Essas escolas inicialmente ensinaram aos jovens as línguas clássicas como preparação para a universidade, mas em meados do século XVIII muitos ampliaram seus currículos para incluir matérias práticas. No entanto, eles diminuíram em popularidade devido à competição das academias mais práticas.
O nome "escola de gramática" foi adotado por escolas públicas para crianças de dez a quatorze anos de idade, seguindo um estágio primário de cinco a nove anos de idade. Esses tipos foram gradualmente combinados por volta de 1900 para formar escolas primárias, que também eram conhecidas como "escolas de gramática".
Um conceito análogo à escola de gramática inglesa contemporânea é a escola de ímã, uma instituição secundária financiada pelo estado que pode selecionar estudantes de um determinado distrito escolar de acordo com critérios acadêmicos.

### Nova Zelândia
As Escolas de Gramática foram estabelecidas apenas em Auckland e todas originalmente foram sob a autoridade do Conselho das Escolas de Gramática de Auckland. Para os fins deste artigo, definiremos o Grammar School como aquele que segue as tradições acadêmicas e culturais estabelecidas no Reino Unido. Como tal, as escolas que estiveram sob a autoridade do Conselho das Escolas de Gramática de Auckland estão incluídas, e escolas como a Escola de Gramática Mount Roskill, estabelecida em 1954, estão excluídas. As Grammar Schools de Auckland compartilham uma linha comum de descendência do sistema da British Grammar School, com um forte foco em acadêmicos e esportes tradicionais britânicos. Essas escolas usaram avaliações de entrada e selecionaram estudantes acadêmicos de todo o Reino da Nova Zelândia. As escolas mencionadas abaixo compartilham o lema da escola: "Per Angusta Ad Augusta". Eles também compartilham o mesmo ícone/logotipo, o "Auckland Grammar Lion". Hoje, todas as escolas de gramática na Nova Zelândia são escolas estaduais, embora usem doações escolares para complementar o financiamento do governo.
A Nova Zelândia não estabeleceu um sistema de educação estadual até 1877. A ausência de um sistema nacional de educação significava que os primeiros provedores consideráveis de educação secundária eram as escolas de gramática e outras instituições privadas. A primeira Escola de Gramática na Nova Zelândia, a Escola de Gramática de Auckland, foi estabelecida em 1850 e formalmente reconhecida como um estabelecimento educacional em 1868 através da Lei de Apropriação da Escola de Gramática de Auckland. Em 1888, a Escola de Gramática de Meninas de Auckland foi fundada. Em 1917, a escola irmã de Auckland Grammar School foi fundada, a Escola de Gramática das Meninas Epsom. Em 1922, o Mount Albert Grammar School foi estabelecido como parte da Auckland Grammar School. Desde então, as duas escolas tornaram-se instituições separadas. Takapuna Grammar School foi criada em 1927 e foi a primeira escola secundária co-educacional a ser estabelecida na Nova Zelândia.
O termo "Escola de Gramática" não implica um status especial dentro do sistema educacional da Nova Zelândia. Dentro do Ministério da Educação, eles são considerados como quaisquer outras instituições secundárias.